# Pier Alberto Buccoliero
Pier Alberto Buccoliero (Manduria, 19 novembre 1987) è un canoista, triatleta, bobbista e mezzofondista italiano, specializzato nelle gare paralimpiche.

## Biografia
Nato a Manduria il 19 novembre 1987 e residente a Sava.
Dopo la maturità scientifica entra nell'Accademia navale di Livorno, dove intraprende la carriera militare e gli studi in Ingegneria navale. Lascia la Marina Militare al terzo anno dei Corsi Normali, nel 2009, con il grado di Aspirante guardiamarina, in seguito ad un grave incidente occorso all'interno dell'Accademia e che gli ha procurato una lesione midollare e diverse fratture multiple. Viene ricoverato presso l'Unità Spinale di Firenze, dove verrà dimesso dopo otto mesi con una paraplegia incompleta.
Dai primi passatempi sportivi di Pier Alberto nasce l'amicizia con Piero Amati, del Gruppo Sportivo Unità Spinale di Firenze ONLUS, che gli permette di avvicinarsi allo sport sin dalla degenza e di utilizzare lo stesso come strumento riabilitativo.
Poi l'esperienza del canottaggio con la Canottieri Firenze nell'anno 2010, che ha portato pure i suoi buoni risultati: un argento e un bronzo ai Campionati Italiani nel 2010 e nel 2011 in singolo, due argenti nel 2011 alla Regata Internazionale Adaptive sulla distanza dei 1000 metri vestendo per
la prima volta la maglia azzurra, un bronzo e un argento ai Campionati Italiani indoor rispettivamente nel 2011 e nel 2012, e finalmente il primo titolo italiano a giugno del 2012 sempre nella specialità del singolo.
E di lì a pochi mesi poi, a Settembre, dopo il passaggio alla canoa, altri tre titoli, ai Campionati
Italiani di Velocità sulle diverse distanze; quattro titoli in un anno in due sport acquatici completamente diversi. Passano solo 6 mesi e altri tre titoli tricolore, che riesce ad entrare anche nella nazionale di Paracanoa guadagnando la partecipazione agli Europei di Canoa Sprint che si sono tenuti a Giugno'14 a Montemor-o-Velho in Portogallo. Chiude la manifestazione al 4º posto, il miglior piazzamento della squadra italiana. Dopo pochi mesi prende parte alla manifestazione principale della stagione, i Mondiali Assoluti a Duisburg in Germania, e conquista l'unica medaglia della delegazione chiudendo al terzo posto una gara al cardiopalma a soli 0,05s dal quarto, con tre atleti in meno di due decimi di secondo. Un bronzo iridato che brilla come l'oro.
In seguito chiude la stagione 2013 riconfermandosi campione italiano di velocità su tutte le distanze e vincendo anche il titolo di discesa fluviale fermando il crono con il miglior tempo assoluto, collezionando un totale di sette titoli italiani in una sola stagione.
Il nuovo anno si apre nel migliore dei modi, continua a collezionare titoli italiani e vince anche le selezioni per gareggiare in Coppa del Mondo a Milano. Chiude la prima manifestazione internazionale del 2014 con due argenti e un oro, arrivando a pochi decimi dal campione del mondo in carica e avvicinandosi sempre più ai Campionati Europei, dove scala la vetta e vince il titolo continentale abbattendo il muro dei 50sec sui 200m per ben due volte, infliggendo al secondo un distacco di ben 2 secondi. Nello stesso anno vince anche il titolo mondiale a Mosca, nel V1 LTA 200m, diventando così il secondo Campione del Mondo nella storia della Paracanoa Italiana.
A distanza di due anni, nel 2016, si riconferma campione del mondo nella specialità V1 VL3 200m divenendo l'unico italiano doppiamente iridato e l'atleta più medagliato a livello internazionale con ben 9 medaglie al collo. Nella stessa competizione mondiale conquista anche la Finale B del K1 KL3 200m segnando il proprio Best Time. Dopo poco più di un mese, a seguito di un piccolo infortunio alla spalla, partecipa agli europei di categoria arrivando a 0,1" dal rivale russo, staccando però un argento che porta a doppia cifre le sue medaglie internazionali.
Ai campionati italiani di quell'anno si diploma Tecnico di III° Livello per la Federazione Italiana Canoa Kayak, primo disabile ad ever conseguito la qualifica di Allenatore nella storia federale, ed aggiunge ad altri tre titoli italiani un podio nel Campionato Italiano Va'a Sprint gareggiando con atleti "normodotati". Corona la trasferta tricolore portando in acqua il primo equipaggio multiplo della Canottieri Comunali Firenze a gareggiare nelle gare della Paracanoa.
La stagione agonistica 2017 lo vede cimentarsi insieme al Firenze Triathlon in una nuova sfida sulla multidisciplina.
Infatti proprio nella prima gara stagionale mette al collo un brillante argento ai Campionati Italiani di Paraduathlon.
In seguito sarà terzo ai Campionati Italiani di Paratriathlon a Milano che insieme alle prime convocazioni in nazionale gli varranno il body tricolore in due appuntamenti di World Cup con due piazzamenti ai piedi del podio. 
Le esperienze internazionali si concretizzano con un terzo posto ai Campionati Mondiali Open a Rotterdam, in una gara dura ma che lo porta a maturare l'esperienza necessaria per un ottimo terzo posto nell'ultima World Cup stagionale a Sarasota in Florida dove si disputa una gara di duathlon per annullamento della frazione natatoria.
Al termine della stagione, in una gara svolta nelle acque della propria regione natia, chiude l'Italian Paratriathlon Series al secondo posto, dietro alla medaglia di bronzo paralimpica Giovanni Achenza.
Il 2018 inizia con l'esordio in una nuova disciplina, questa volta invernale, il parabob. Sulle piste europee conquista due ottimi piazzamenti in Coppa del Mondo e chiude i Mondiali a Lillehammer in quinta posizione al debutto su una pista nuova e alla prima esperienza internazionale del Team Italia del Parabob tutto targato Bob Club Cortina.
Le gare vanno avanti e proprio in terra fiorentina, a Montelupo Fiorentino, taglia il traguardo dei Campionati Italiani di Paraduathlon davanti agli occhi della propria società, il Firenze Triathlon, in seconda posizione.
Nuovamente nelle acque di Ostia, nella prima gara di paratriathlon stagionale, è secondo nel circuito dell'Italian Paratriathlon Series che lo porta a gareggiare poi in Spagna, ad Aguilas, nella seconda World Cup del 2018 che chiude sesto cercando di raccogliere più punti possibili per poter scalare il ranking mondiale.
Dopo altre esperienze internazionali e nazionali, e grazie al grande supporto della squadra, il Firenze Triathlon mette a segno una tripletta sul podio del Triathlon Sprint di Lecco che vede sul gradino più alto proprio Pier Alberto.
La stagione internazionale si chiude con un quarto posto alla World Cup di Losanna e accompagna la fine di quella nazionale con una riconferma della seconda posizione anche nell'Italian Paratriathlon Series chiuso sempre a Bari.
Al termine della stagione agonistica c'è tempo anche per la prima vittoria in una gara paraciclistica tra le file dell'Anmil Sport e grazie al sostegno di Obiettivo3, con il trionfo in volata al Giro del Veneto disputato a Villafranca Padovana.
Non solo nuove sfide ma anche vecchi amori, con un ritorno alla pagaia dopo due anni di assenza dai campi di gara riesce a strappare l'ennesimo titolo in Va'a sulla distanza dei 1000m, un argento sui 500m nelle gare paralimpiche ed uno splendido argento ancora sui 500m ma questa volta nella gara open con atleti normodotati.
Alla Maratona di Firenze, come di consueto chiudendo la stagione, arriva poi il primo podio tra le handbike. Con un terzo posto tutto sotto la pioggia battente di una giornata di fine Novembre si pensa già al prossime gare invernali.
La nuova avventura nel ParaBob si riapre a Calgary, con un 5º posto nella terza World Cup del circuito Nord Americano e prosegue a Lillehammer con un 6º posto nella seconda World Cup del circuito Europeo.

## Palmarès internazionale
| Anno | Manifestazione                         | Sede             | Evento       | Risultato |
| ---- | -------------------------------------- | ---------------- | ------------ | --------- |
| 2011 | Regata Internazionale Adaptive Rowing  | Gavirate         | 1x TA 1000mt | 2°        |
| 2011 | Regata Internazionale Adaptive Rowing  | Gavirate         | 1x TA 1000mt | 2°        |
| 2012 | Regata Internazionale Adaptive Rowing  | Gavirate         | 1x TA 1000mt | 4°        |
| 2012 | Regata Internazionale Adaptive Rowing  | Gavirate         | 1x TA 1000mt | 4°        |
| 2013 | Campionati Europei Sprint Paracanoa    | Montemor-o-Velho | K1 TA 200mt  | 4°        |
| 2013 | Campionati del Mondo Sprint Paracanoa  | Duisburg         | K1 TA 200mt  | 3°        |
| 2014 | Coppa del Mondo Sprint Paracanoa       | Milano           | V1 TA 200mt  | 2°        |
| 2014 | Coppa del Mondo Sprint Paracanoa       | Milano           | V1 LTA 200mt | 2°        |
| 2014 | Coppa del Mondo Sprint Paracanoa       | Milano           | K1 TA 200mt  | 1°        |
| 2014 | Campionati Europei Sprint Paracanoa    | Brandeburgo      | V1 TA 200mt  | 1°        |
| 2014 | Campionati del Mondo Sprint Paracanoa  | Mosca            | V1 LTA 200mt | 1°        |
| 2015 | Coppa del Mondo Sprint Paracanoa       | Duisburg         | V1 VL3 200mt | 1°        |
| 2015 | Coppa del Mondo Maratona Paracanoa     | Győr             | K1 TA 11,7Km | 2°        |
| 2016 | Campionati del Mondo Sprint Paracanoa  | Duisburg         | V1 VL3 200mt | 1°        |
| 2016 | Campionati Europei Sprint Paracanoa    | Mosca            | V1 TA 200mt  | 2°        |
| 2017 | Campionati Mondiali Open Paratriathlon | Rotterdam        | PTHC         | 3°        |
| 2017 | Coppa del Mondo Paratriathlon          | Sarasota         | PTHC         | 3°        |

## Campionati nazionali
| Anno | Manifestazione                               | Sede                     | Evento           | Risultato |
| ---- | -------------------------------------------- | ------------------------ | ---------------- | --------- |
| 2010 | Campionati Italiani Adaptive Rowing          | Piediluco                | 1x TA 1000mt     | 2°        |
| 2011 | Campionati Italiani Indoor Adaptive Rowing   | San Benedetto del Tronto | TA 1000mt        | 3°        |
| 2011 | Campionati Italiani Adaptive Rowing          | Gavirate                 | 1x TA 1000mt     | 3°        |
| 2012 | Campionati Italiani Indoor Adaptive Rowing   | Livorno                  | TA 1000mt        | 2°        |
| 2012 | Campionati Italiani Adaptive Rowing          | Gavirate                 | 1x TA 1000mt     | 1°        |
| 2012 | Campionati Italiani Velocità Paracanoa       | Milano                   | K1 TA 1000mt     | 1°        |
| 2012 | Campionati Italiani Velocità Paracanoa       | Milano                   | K1 TA 500mt      | 1°        |
| 2012 | Campionati Italiani Velocità Paracanoa       | Milano                   | K1 TA 200mt      | 1°        |
| 2012 | Criterium Nazionale di Pesistica Paralimpica | Città di Castello        | cat. 69 kg       | 3°        |
| 2013 | Campionati Italiani Slalom Paracanoa         | Casalecchio di Reno      | K1 TA            | 1°        |
| 2013 | Campionati Italiani Fondo Paracanoa          | Sabaudia                 | K1 TA 3000mt     | 1°        |
| 2013 | Campionati Italiani Maratona Paracanoa       | Firenze                  | K1 TA            | 1°        |
| 2013 | Campionati Italiani Velocità Paracanoa       | Milano                   | K1 TA 1000mt     | 1°        |
| 2013 | Campionati Italiani Velocità Paracanoa       | Milano                   | K1 TA 500mt      | 1°        |
| 2013 | Campionati Italiani Velocità Paracanoa       | Milano                   | K1 TA 200mt      | 1°        |
| 2013 | Campionati Italiani Discesa Paracanoa        | Rovigo                   | K1 TA            | 1°        |
| 2013 | Criterium Nazionale di Pesistica Paralimpica | Vedano Olona             | cat. 85 kg       | 3°        |
| 2014 | Campionati Italiani Campo Corto Paracanoa    | Castel Gandolfo          | K1 TA            | 1°        |
| 2014 | Campionati Italiani Fondo Paracanoa          | Castel Gandolfo          | K1 TA 3000mt     | 1°        |
| 2014 | Campionati Italiani Slalom Paracanoa         | Casalecchio di Reno      | K1 TA            | 1°        |
| 2014 | Campionati Italiani Velocità Paracanoa       | Milano                   | K1 TA 1000mt     | 1°        |
| 2015 | Campionati Italiani Campo Corto Paracanoa    | Castel Gandolfo          | K1 TA            | 1°        |
| 2015 | Campionati Italiani Fondo Paracanoa          | Castel Gandolfo          | K1 TA 3000mt     | 1°        |
| 2015 | Campionati Italiani Velocità Paracanoa       | Milano                   | K1 TA 1000mt     | 1°        |
| 2015 | Campionati Italiani Velocità Paracanoa       | Milano                   | K1 TA 500mt      | 1°        |
| 2015 | Campionati Italiani Velocità Paracanoa       | Milano                   | K1 TA 200mt      | 1°        |
| 2015 | Campionati Italiani Velocità Paracanoa       | Milano                   | V1 TA 200mt      | 1°        |
| 2016 | Campionati Italiani Maratona Paracanoa       | Firenze                  | V1 VL3           | 1°        |
| 2016 | Campionati Italiani Fondo Paracanoa          | Castel Gandolfo          | V1 VL3 5000mt    | 1°        |
| 2016 | Campionati Italiani Velocità Va'a Sprint     | Milano                   | V1 500mt         | 3°        |
| 2016 | Campionati Italiani Velocità Paracanoa       | Milano                   | V1 VL3 500mt     | 1°        |
| 2016 | Campionati Italiani Velocità Paracanoa       | Milano                   | V1 VL3 200mt     | 1°        |
| 2016 | Campionati Italiani Velocità Paracanoa       | Milano                   | K1 KL3 200mt     | 1°        |
| 2016 | Gara Nazionale Velocità Paracanoa            | Milano                   | V1 STAR 200mt    | 2°        |
| 2017 | Campionati Italiani Paraduathlon             | Romano di Lombardia      | PTHC Supersprint | 2°        |
| 2017 | Campionati Italiani Paratriathlon            | Segrate                  | PTHC Sprint      | 3°        |
| 2017 | Italian Paratriathlon Series Grand Final     | Bari                     | PTHC Sprint      | 2°        |
| 2018 | Campionati Italiani Paraduathlon             | Montelupo Fiorentino     | PTWC Supersprint | 2°        |
| 2018 | Campionati Italiani Paratriathlon            | Porto Sant'Elpidio       | PTWC Sprint      | 2°        |
| 2018 | Triathlon Sprint IPS                         | Lecco                    | PTWC Sprint      | 1°        |
| 2018 | Campionati Italiani Velocità Paracanoa       | Milano                   | V1 VL3 1000mt    | 1°        |
| 2018 | Campionati Italiani Velocità Paracanoa       | Milano                   | V1 VL3 500mt     | 2°        |
| 2018 | Campionati Italiani Velocità Va'a Sprint     | Milano                   | V1 500mt         | 2°        |
| 2018 | Giro del Veneto Handbike                     | Villafranca Padovana     | H4               | 1°        |
| 2018 | Italian Paratriathlon Series Grand Final     | Bari                     | PTWC Sprint      | 2°        |
| 2018 | Firenze Marathon                             | Firenze                  | Handbike         | 3°        |